# Carl Thomae (Naturforscher)
Carl Thomae (auch Karl Thomä, * 9. Januar 1808 in Dienethal; † 4. Juni 1885 in Wiesbaden) war ein deutscher Agrarwissenschaftler und Naturforscher.

## Leben
Carl Thomae studierte ab 1832 Naturwissenschaften, Mathematik und Geschichte an der Universität Bonn und wurde im Mai 1835 zum Dr. phil. promoviert. Von 1835 bis 1845 unterrichtete er am herzoglich-nassauischen Landwirtschaftlichen Institut auf dem Hof Geisberg bei Wiesbaden. 1839 wurde er zum Professor ernannt. Thomae war Sekretär des Vereins für Naturkunde im Herzogthum Nassau und Direktor des Naturhistorischen Museums in Wiesbaden. Später wirkte er nach einer Tätigkeit als Regierungsreferent von 1849 bis 1868 als Direktor des Landwirtschaftlichen Instituts.
Carl Thomae wurde am 15. Oktober 1843 mit dem akademischen Beinamen Polyergus zum Mitglied (Matrikel-Nr. 1529) der Leopoldina gewählt.
Er war Mitglied der Wetterauischen Gesellschaft für die gesammte Naturkunde zu Hanau und ab Oktober 1835 Mitglied im Botanischen Verein am Mittel- und Niederrhein.
1842 wurde er korrespondierendes Mitglied der Senckenbergischen Naturforschenden Gesellschaft und 1851 Ehrenmitglied im Verein für Naturkunde im Herzogthum Nassau. 1855 wurde er Präsident des Landwirtschaftlichen Vereins im Herzogthum Nassau. Thomae wurde mit dem Roten Adlerorden und dem Annenorden ausgezeichnet.
Sein Sohn Moritz wurde in Guatemala 1873 Teilhaber am Handelshaus Sarg hermanos.

## Schriften
- Der vulkanische Roderberg bei Bonn. Geognostische Beschreibung seines Kraters und seiner Umgebungen. Henry und Cohen, Bonn 1835 (books.google.de).
- Geschichte des Vereins für Naturkunde im Herzogthum Nassau und des naturhistorischen Museums zu Wiesbaden. Friedrich, Wiesbaden 1842 (books.google.de).